# Терехов Владислав Ігорович
Владисла́в І́горович Те́рехов (2002, м. Сміла, Черкаська область, Україна — 27 лютого 2022, с. Петрівці, Київська область, Україна) — український офіцер, лейтенант Збройних сил України, учасник російсько-української війни. Кавалер ордена «За мужність» III ступеня (2022, посмертно). Офіцерське звання отримано посмертно.

## Життєпис
Владислав Терехов народився 2002 року в місті Смілі, нині Черкаського району на Черкащині.
Був курсантом третього курсу Національної академії сухопутних військ імені гетьмана Петра Сагайдачного. Загинув 27 лютого 2022 року в ході російського вторгнення в Україну під містом Вишгородом у селі Петрівці на Київщині від кульового поранення несумісного з життям.

## Нагороди
- орден «За мужність» III ступеня (24 березня 2022, посмертно) — за особисту мужність і самовіддані дії, виявлені у захисті державного суверенітету та територіальної цілісності України, вірність військовій присязі[1].